# Reggie Grenald
Reginaldo Grenald, detto Reggie (Rio Abajo, 1959), è un ex cestista e allenatore di pallacanestro panamense.
È il fratello di Enrique Grenald.

## Carriera
Con Panama ha disputato due edizioni dei Campionati mondiali (1982, 1986) e i Campionati americani del 1992.